# 山名満時
山名 満時（やまな みつとき）は室町時代の武将。山名時熙の嫡男。室町幕府侍所頭人。宮内少輔、伊予守、刑部少輔、修理大夫。弟に山名持熙、山名持豊（宗全）がいる。

## 生涯
応永3年（1396年）、山名時煕の子として生まれる。元服時に将軍・足利義満と父・時煕より1字ずつ賜って満時と名乗る。応永21年（1414年）3月12日、19歳で侍所頭人に就任する。応永24年（1417年）正月、将軍・足利義持（義満の子）は山名亭へ御成したが、山名氏の歓待振りを賞して、山名時熙を右衛門督へ、息子伊予守を刑部大輔へ昇進させるとした。この息子が満時と考えられている。義持は半年後の9月にも時熙・満時両館を訪れている。山名家の後継者として将軍家からも嘱望されていた満時であるが、この後病に倒れ、3年間、床に臥した後、応永27年閏正月21日に早世した。享年25。父時熙は嫡男の死を大いに嘆き、南禅寺に栖真院（せいしんいん）を建て息子の菩提を弔った。満時の死は、山名家に家督問題を生じさせ、永享年間の持熙・持豊の対立、持熙の挙兵・敗死にまで発展することとなる。